# 仁正寺藩
仁正寺藩（にしょうじはん）は、近江国蒲生郡仁正寺村（現在の滋賀県蒲生郡日野町西大路）に存在した藩。藩庁は仁正寺陣屋。
文久2年4月28日（1862年5月26日）に西大路藩（にしおおじはん）と改称、合わせて陣屋・所在地もそれぞれ西大路陣屋・西大路村と改称した。

## 藩史
戦国時代に蒲生氏が本拠として蒲生氏郷を輩出した日野城（中野城）は、関ヶ原の戦いで領主の長束正家の没落と共に廃城となる。
元和6年（1620年）、市橋長政が近江国蒲生、野洲両郡と河内国内に合わせて2万石を与えられたことから、かつての日野城跡に仁正寺陣屋を設置、仁正寺藩が立藩した。長政は元和8年（1622年）1月、幕命により市橋長吉（三四郎）に2000石を分与したため、所領は1万8000石となった。長政は徳川家光の下で奉行として功を挙げている。慶安元年（1648年）に長政が死去すると、跡を長男の市橋政信が継ぐ。このとき、弟の市橋政直に1000石を分与したため、1万7000石となった。政信は徳川家綱、徳川綱吉の下で功を挙げている。その後の藩主は第5代藩主・市橋直挙が第8代将軍・徳川吉宗に認められた教養人であるということくらいで、特筆すべき事柄はない。
最後の藩主であった市橋長和は、幕末の動乱の中で国防のために火薬の製造、武芸奨励などに尽力した。文久2年4月28日（1862年5月26日）には仁正寺を西大路と改称したため、以後は西大路藩と称された。長和は当初は佐幕派であったが、次第に新政府側に傾いてゆき、明治天皇が東京へ行幸するときには天皇の奉送や京都守衛などで功績を挙げている。明治2年（1869年）の版籍奉還で長和は藩知事となり、2年後の廃藩置県で西大路藩は廃藩となった。その後、西大路県、大津県を経て、滋賀県に編入された。

## 現存する建物
- 旧藩邸の大半は大正初年に京都相国寺の塔頭林光院として現存。
- 旧藩邸の勘定部屋は町内に移築。現在大字西大路衆議所として使用。
- 市橋家の菩提寺である清源寺書院は文久元年の新築前の藩邸の一部を移築。
- 大字西大路聖財寺、法雲寺も藩邸の一部が移築または部材が転用されている伝承がある。

## 歴代藩主
市橋家
外様、2万石→1万8000石→1万7000石
1. 市橋長政（ながまさ） 元和6年（1620年）襲封 － 慶安元年（1648年）2月11日死去
2. 市橋政信（まさのぶ） 慶安元年6月4日襲封 － 宝永元年（1704年）1月1日死去
3. 市橋信直（のぶなお） 宝永元年2月29日襲封 － 享保5年（1720年）3月26日死去
4. 市橋直方（なおかた） 享保5年4月26日襲封 － 元文元年（1736年）5月25日隠居
5. 市橋直挙（なおたか） 元文元年5月25日襲封 － 宝暦8年（1758年）11月24日隠居
6. 市橋長璉（ながてる） 宝暦8年11月24日襲封 － 天明5年（1785年）10月6日死去
7. 市橋長昭（ながあき） 天明5年12月7日襲封 － 文化11年（1814年）9月27日死去
8. 市橋長発（ながはる） 文化11年11月29日襲封 － 文政5年（1822年）1月30日死去
9. 市橋長富（ながとみ） 文政5年9月1日襲封 － 天保15年（1844年）10月7日隠居
10. 市橋長和（ながかず） 天保15年10月7日襲封 － 明治4年（1871年）7月14日知藩事免官

## 幕末の領地
- 近江国
  - 野洲郡のうち - 3村
  - 蒲生郡のうち - 27村